# دنیس زاوگورودنی
دنیس زاوگورودنی (به انگلیسی: Denys Zavhorodnyy) (زادهٔ ۵ اوت ۱۹۷۹) شناگر اهل اوکراین است.